# Beaufort (Caroline du Sud)
Pour les articles homonymes, voir Beaufort.
Beaufort est une ville de Caroline du Sud aux États-Unis, siège du comté de Beaufort. Elle compte 12 351 habitants en 2010.
Beaufort est située sur l'île de Port Royal Island, au cœur des Sea Islands et des basses terres de Caroline du Sud (en). La ville est renommée par la beauté du lieu et pour avoir conservé un caractère historique en préservant l'architecture antebellum.

## Histoire

### Les périodes espagnoles et françaises
En 1517, l'explorateur Pedro de Salaza, venu de l'île de Saint-Domingue, débarque sur l'île puis en 1562, le capitaine français Jean Ribault débarque à son tour  sur l'île de Parris, et  y place un monument huguenot , avant de repartir en  France, où des complications juridiques, ainsi que les guerres qui ravagent alors l'Europe, retardent son retour. 
Après une longue absence, Jean Ribault revient, en 1565. Il est fait prisonnier puis exécuté par les Espagnols en raison de sa religion. En 1566, les Espagnols, conduits par Pedro Menéndez de Avilés, y fondent une colonie, sur les ruines  du "Fort Charles", envahi par les indiens, et un site riche en ressources naturelles. Ce nom restera celui de la paroisse. Nommée Mission Santa Elena la colonie deviendra la capitale de la Floride espagnole durant la décennie suivante. L'Espagne abandonne finalement Santa Elena en 1587 et les Britanniques en prennent le contrôle au XVIIe siècle.

### La colonie britannique duXVIIesiècle
Quand les Britanniques arrivent en 1640, ils considèrent que la menace des Indiens oblige à déplacer l'implantation à Charleston. Ils reviennent dans les années  1670, mais les Espagnols lancent une attaque à Port-Royal en 1686. Au début des années 1700 les planteurs et négociants anglais contrôlent la petite région commerciale Beaufort-Charleston , plusieurs autres tentatives de colonisation ayant échoué avant de réussir en 1711. 

### Le début duXVIIIesiècle
L'île de Port Royal devient Parris Island en l'honneur du Colonel Alexander Parris. En effet, l'île est acquise par le colonel Alexander Parris, trésorier de la Province de Caroline du Sud, en 1715.
Après la guerre des Yamasee de 1715-1717, effectuée contre les Indiens, les lords-propriétaires sont soumis à une pression croissante des colons et sont forcés de renoncer à leur charte en 1719, date à laquelle la colonie est officiellement divisée en provinces de Caroline du Nord et de Caroline du Sud, après la première grande révolte noire. Les protestants vont au Nord. La Caroline du Sud, qui a des origines irlando-barbadaise depuis 1664, fut l'une des premières à pratiquer la traite des esclaves. Dès 1720 près de 65 % de la population était constituée d'esclaves.

### L'échouage du pirate Barbe Noire
Le Queen Anne’s Revenge (« la vengeance de la reine Anne »), le navire du célèbre pirate Barbe Noire s’est échoué sur un banc de sable à proximité de Beaufort en 1718, soit 7 ans après la création de la ville en 1711. 
Barbe Noire et son équipage y ont abandonné le navire, dont l’épave sera découverte en 1995, puis identifiée grâce une succession de découvertes et une déduction, tirée de différents indices. Peu après, Barbe Noire a trouvé la mort en 1718, lors d’une bataille contre des navires britanniques dans la Baie de Pamlico, en Caroline du Nord.
Parmi les objets découverts, des poids d’apothicaire estampillés de minuscules fleurs de lys, symbole de la royauté française, car c'était à l’origine un navire français, Le Concorde, dont Barbe Noire s’est emparé en 1717, mais aussi une petite quantité d’or découverte au milieu de plombs, qu'un membre d’équipage français pourrait avoir dissimulé dans un canon ou encore une cloche gravée de l’année 1705. Beaufort sera ensuite divisée en 397 lots et un square, et deviendra le centre de l'élite, aristocratique de Caroline. En 1742, les îles sont cependant évacuées en prévision d'une attaque de la Marine espagnole.

### La culture de l'indigo, à partir des années 1740
La culture de l’indigo prend son essor dans les années 1740 en profitant des guerres coloniales de 1739 et 1748 qui freinent les exportations de Saint-Domingue vers l'industrie textile britannique. La production de riz de Caroline et Virginie est déprimée par le conflit avec les colonies espagnoles de Floride et l'indigo apparait comme une alternative.
Le long des rivières Sotono et Wapoo, les planteurs lancent de nouvelles semences d'indigo testées à Montserrat  entre 1741 et 1744 par les parents de Eliza Lucas Pinkney, qui les introduit avec succès en Caroline. Il est rejoint par un planteur d'indigo français de Saint-Domingue très innovant, le huguenot
André DeVeaux (planteur), dont le fils Andrew DeVeaux II, épouse Hannah Palmer, fille du Colonel John Palmer, et s'installe dans le secteur de Beaufort à la fin des années 1740 où ils deviennent la famille la plus influente. Theodore Roosevelt est son descendant via son petit-fils James DeVeaux. 
Ils bénéficient du soutien de leur agent à Londres James Crokat, qui obtient une politique fiscale très favorable à l'indigo, au moment où le gouvernement anglais taxe lourdement le sucre . Une subvention de l’indigo est créée en 1748. Dès 1745, André DeVeaux (planteur) propose d'enseigner gratuitement la culture de cette plante qui est parfaitement adaptée aux sol sableux des îles de Caroline, où la douceur des hiver épargne sa croissance. 
Dès 1755, on en exporte 23,000 livres de Beaufort contre 177.000 à Charleston puis cela devient la principale culture de Beaufort et la seconde de Caroline après le riz, qui avait l'inconvénient d'exiger plus de préparation des sols et donc plus de travail. Au moment de la guerre d'indépendance des États-Unis un groupe de colonels, parmi lesquels Nathaniel Barnwell, ont fait de la vieille île le premier producteur d'indigo de Caroline. Entre-temps, les perturbations de la guerre de Sept Ans ont dopé les cours du riz, qui retrouve une expansion quand la fin de la guerre rend son exportation possible. Du coup, les paroisses du sud de l'île voient leur population doubler au cours des années 1760 tandis que les prix de la main d’œuvre gratuite que s'échangent les esclavagistes doublent en deux décennies. Le site devient le principal de Caroline pour la construction navale, grâce à des bateaux plus grands pour le commerce transatlantique.

### La culture de l'indigo, à partir des années 1760
En 1767, Henri Laurens écrit que le coton pousse merveilleusement bien sur l'île de Broughton après avoir étendu en Georgie la plantation du Capitaine Philippe Delgal à Beaufort. Dès 1778, Kinsey Burden, fondateur d'une dynastie de planteurs de coton en Caroline du Sud, utilise un "gin" à roulettes, le Roller gin, inventé sur plantation "Mulbery Grove" de la Rivière Savannah et de la rivière Edisto. Son Roller gin est précurseur de celui inventé en Georgie en 1793 par Eli Witney. Tous deux ont contribué à l'histoire de la culture du coton, en utilisant le Sea Island cotton. Il a cultivé du coton sur l'île de Burden, dans le secteur de l'île Saint John, sur la paroisse de Saint Paul pour habiller les esclaves pendant la guerre d'indépendance, marquée par des pénuries d'approvisionnement dans cette région. Sa veuve a continué après sa mort et sa fille a épousé James King, qui vendait le coton à la société de Charleston Teasdale and Kidell, la seule à pouvoir acheter du coton pendant la guerre d'indépendance. Son fils, portant le même nom que lui, a développé la plantation en cultivant un type de coton réservé à la fabrication de mousselines et de foulards, puis une usine à Charleston. En 1805, son fils a épousé Mary Legare, fille de Thomas Legare.
En 1763, le docteur Andrew Turnbull, venu de Smyrne dans l'est de la Méditerranée, reçoit un don de terre  au  "Mosquito Inlet" de Floride, ensuite rebaptisé "Ponce de Leon Inlet". Son fils Nicholas Turnbull  transmet les résultats de ses expériences agronomiques à John Earle de Skidaway Island en Georgie. Francis Levett, venu de Leghorn en Italie s'installe aussi en Floride de l'Est où son fils qui porte son nom développe l'activité en s'installant en Floride en 1786, puis exporte 100,000 livres à Londres en 1791 à la société Simpson et Davidson. La Société d'agriculture de Caroline du Sud est encore peu consciente du potentiel du coton quand elle est fondée en 1785.En 1787, Nicholas Turnbull, qui a développé des semences de coton améliorées en Floride depuis 5 ans, les plante sur les îles de Georgie. Puis c'est Ebenezer Coffin, venu de Nouvelle-Angleterre, qui plante du coton à Coffin Point.

### Le boom cotonnier des années 1790
Dans les années 1790, le coton du Bahamas est introduit à grande échelle et l'île devient le premier producteur de Caroline. En 1795, toutes les plantations d'indigo se sont reconverties,.  Au cours des années 1790, marquées par un cours moyen de 35 cents la livre dans les ports américains, la production de coton de Caroline du Sud est multipliée par 9, pour dépasser les 8,3 millions de livres à l'aube du siècle. La hausse continue au début du siècle suivant, la production de 1804 étant 8 fois celle de 1794. Les prix vont ensuite atteindre 63 cents en 1818, restant élevés sur la période 186-1820.
Les fortunes amassées par les familles du coton à Beaufort dans le premier quart du XIXe siècle en font les plus riches du début de l'histoire des États-Unis, rivalisant avec les planteurs de riz du continent et de la ville l'une des plus huppées. En 1850, la famille Coffin a 300 esclaves à Beaufort et des propriétés jusque dans le Rhode Island, ex-plaque tournante du commerce négrier. Son voisin est l'autre planteur le plus riche, dont la nièce épouse le colonel John Stapleton, loyaliste, qui en 1836 vend toute la plantation a un député américain, trois ans après l'interdiction de l'esclavage en Angleterre. Les deux plus grandes plantations ont respectivement 76 et 96 esclaves en 1800 et 1813. 
L'une des deux appartient à cette famille Stapleton, loyaliste, qui ne remettra plus les pieds sur sa propriété, pendant un demi-siècle après la guerre d'indépendance. Les habitations ont des points communs qui témoignent de l'histoire ancienne: grandes, symétriques, souvent rectangulaires, elles ont des balcons, des colonnes, un porche couvert. Les riches planteurs ont construit leurs maisons proches les unes des autres au bord de l’eau. Beaufort était une ville prospère avant la guerre de Sécession, elle vivait de la construction de bateaux mais surtout de la culture du riz, de l’indigo et du coton.

### La guerre de Sécession
Pendant et après la guerre de Sécession, l'île devient un refuge pour les esclaves libérés. Elle abrite des écoles qui leur sont destinées et où enseignent des abolitionnistes ferventes comme Frances Gage et Clara Barton.
Les forces de l'Union prennent Port Royal en 1861 et Parris Island devient un dépôt de charbon pour la Navy. Elle conserve cette fonction après la guerre, grâce, en particulier, à un ancien esclave, devenu membre du Congrès, Robert Smalls, qui se battit pour la création d'une nouvelle installation militaire fédérale;

## Démographie
| Groupe            | Beaufort | Caroline du Sud | États-Unis |
| ----------------- | -------- | --------------- | ---------- |
| Blancs            | 67,2     | 66,2            | 72,4       |
| Afro-Américains   | 25,7     | 27,9            | 12,6       |
| Métis             | 2,7      | 1,7             | 2,9        |
| Autres            | 2,7      | 2,5             | 6,2        |
| Asiatiques        | 1,4      | 1,3             | 4,8        |
| Amérindiens       | 0,3      | 0,4             | 0,9        |
| Océaniens         | 0,1      | 0,1             | 0,2        |
| Total             | 100      | 100             | 100        |
|                   |          |                 |            |
| Latino-Américains | 6,7      | 5,1             | 16,7       |

Selon l'American Community Survey, pour la période 2011-2015, 87,34 % de la population âgée de plus de 5 ans déclare parler anglais à la maison, alors que 9,52 % déclare parler l'espagnol et 3,14 % une autre langue.

## Personnalités liées à la ville
- Charlton Ogburn (1911-1998), écrivain mort à Beaufort.
- Joe Frazier (1944-2011), boxeur.
- Clementa Pinckney (1973-2015), pasteur et homme politique.

### Grands planteurs
- Thomas Spalding
- Pierce Butler
- Jean Bérard de Moquet
- Francis Levett
- Alexandre Bissel
- André Desveaux